# Tour de France 2011/19. Etappe
Die 19. Etappe der Tour de France 2011 am 22. Juli führte über 109,5 Kilometer von Modane Valfréjus nach L’Alpe d’Huez. Auf dieser Hochgebirgsetappe gab es eine Sprintwertung und drei Bergwertungen, darunter zwei der Hors Catégorie und eine der 1. Kategorie. Über den Col du Télégraphe (1566 m) wurde erneut der Col du Galibier angefahren, jedoch wurde das Rennen diesmal durch den auf 2556 m Höhe gelegenen im Jahr 2002 wiedereröffneten Tunnel geführt und nicht die eigentliche Passhöhe benutzt. Diese kurze Etappe endete in L’Alpe d’Huez auf 1850 m Höhe. Dies war die vierte und letzte Bergankunft dieser Tour de France. Es gingen noch 168 der 198 gemeldeten Fahrer an den Start.

## Rennverlauf
Unmittelbar nach dem Start griff Johnny Hoogerland an, der von Pablo Urtasun, Marcus Burghardt und Mickaël Buffaz begleitet wurde. Kurz darauf wurde die Gruppe von einer zehnköpfigen Verfolgergruppe eingeholt, bestehend aus Gorka Izagirre, André Greipel, Maxim Iglinski, Rui Costa, José Iván Gutiérrez, Kristijan Koren, Christophe Riblon, Juan Antonio Flecha, Jérôme Pineau und Leonardo Duque. Bis zum Beginn des ersten Anstiegs zum Col du Télégraphe fuhren sie einen Vorsprung von über zwei Minuten heraus. Dort fuhr zunächst Chris Anker Sørensen aus dem Feld heraus, dem etwas später ein Angriff von Alberto Contador folgte, der zu ihm aufschloss. Ihm folgten Andy und Fränk Schleck, Cadel Evans, Carlos Barredo sowie kurz darauf auch Thomas Voeckler. Bei einem erneuten Antritt von Contador blieben nur Andy Schleck, Evans und Voeckler direkt hinter ihm. Unterdessen fielen aus der Spitzengruppe die ersten Fahrer heraus. Wegen technischer Schwierigkeiten blieb Evans bei einem erneuten Antritt Contadors zurück, wechselte das Rad und fiel wieder in die Hauptgruppe zurück. Etwas später verlor auch Voeckler den Anschluss, hielt sich aber vor dem Gipfel noch etwa 30 Sekunden hinter Contador und Schleck, die gemeinsam die Spitze der vormaligen Ausreißergruppe erreichten. An der Bergwertung des Col du Télégraphe war Izagirre vorn, gefolgt von Schleck und Contador.
In der kurzen Abfahrt und dem Anstieg auf den Col du Galibier schrumpfte die Führungsgruppe auf fünf Fahrer zusammen, bestehend aus Contador, Andy Schleck, Izagirre, Costa und Riblon. Danach übernahm auch Schleck Führungsarbeit, um den Abstand zu seinen wichtigsten Konkurrenten zu vergrößern, was auch zunächst gelang. Nachdem Voeckler lange Zeit den Abstand zur Spitze halten konnte, fiel er im weiteren Verlauf des Anstiegs wieder zurück. Durch die Tempoarbeit des BMC Racing Teams wurde nun auch die Verfolgergruppe verkleinert, aus der auch Rein Taaramae, Träger des Weißen Trikots, zurückfiel und Voeckler eingeholt wurde. Etwa 2,5 km vor dem Gipfel griff aus dieser Gruppe Samuel Sánchez an, verfolgt von Evans. Es folgte eine Gruppe mit Fränk Schleck, Tom Danielson, Sandy Casar, Arnold Jeannesson, Damiano Cunego und Peter Velits. Voeckler konnte diesen Tempo nun nicht mehr folgen und fiel aus dieser Gruppe heraus. Von der Helferaufgabe befreit, konnten seine Teamkollegen Pierre Rolland und Anthony Charteau zur Gruppe um Charteau aufschließen, deren Rückstand auf unter eine Minute sank. Auf der Bergwertung am Col du Galibier, vor dem zu durchfahrenden Tunnel, konnte Andy Schleck sich die 20 zu vergebenden Punkte holen und damit die auf dem Télégraphe errungene Führung in der Bergwertung ausbauen. Hinter ihm folgten Contador, Costa und Riblon, die immer noch zusammen fuhren.
Auf der Arfahrt, bei der Contador wieder führte, arbeitete sich Sánchez, der seine Verfolger noch vor dem Gipfel abschütteln konnte, näher an die Gruppe heran. Aber auch Evans kam näher heran, während Voeckler weiter an Boden verlor. 45 km vor dem Ziel holte Sánchez die Spitzengruppe ein. Die Verfolgergruppe bestand nun aus Evans, Fränk Schleck, Danielson, Ryder Hesjedal, Casar, Jeannesson, Cunego, Velits und Rolland. Dahinter befand sich eine weitere Gruppe noch vor Voeckler. Die beiden ersten Gruppen schlossen sich knapp 25 km vor dem Ziel zusammen. Kurz darauf beschleunigte Rolland, den Hesjedal einholte. Auch Voeckler konnte in der flacheren Passage den Abstand zur Spitze wieder verkürzen. Voecklers Gruppe, in der auch Taramae fuhr, erreichte nun wieder die Verfolgergruppe um Evans.
Am Beginn des Schlussanstiegs griff Jakob Fuglsang an, gefolgt von Evans und Fränk Schleck, etwas dahinter Contador und Andy Schleck. Schließlich griff erneut Contador an, überholte die beiden Führenden und hängte sie nacheinander ab. Aus der Verfolgergruppe löste sich Velits, gefolgt von Sánchez und Thomas De Gendt. Hinter dem führenden Contador bildete sich ein Verfolgerduo aus Sánchez und Rolland. Voeckler verlor unterdessen wieder an Zeit auf die Spitze. Vor ihm löste sich Cunego aus der Gruppe um Evans. Zweieinhalb Kilometer vor dem Ziel holten Sánchez und Rolland schließlich Contador ein, woraufhin sich Rolland an die Spitze setzte. Dahinter griff Evans an, dem Andy Schleck folgte, und Cunego wurde von den beiden wieder eingeholt. An der Spitze konnte sich Rolland von seinen Begleitern lösen und die Etappe gewinnen. Durch seinen Vorsprung errang er außerdem das Weiße Trikot. Als Zweiter kam Sánchez ins Ziel, der sich damit das Gepunktete Trikot vor Andy Schleck sicherte. Die Plätze drei und vier gingen an Contador und Velits. Evans schaffte es nicht, seine Begleiter abzuschütteln und kam so zusammen mit den Schleck-Brüdern, Cunego und De Gent ins Ziel.
Wie schon bei der 18. Etappe wurde das Gruppetto nicht ausgeschlossen, obwohl es außerhalb der Karenzzeit ins Ziel kam. Erneut zog die Jury den Fahrern 20 Punkte in der Punktewertung ab.

## Bergwertung
| Col du Télégraphe Kategorie 1 nach 26,5 km auf 1566 m 11,9 km bei 7,1 % |             |                         |         |
| 1.                                                                      | Spanien     | Gorka Izagirre (EUS)    | 10 Pkt. |
| 2.                                                                      | Luxemburg   | Andy Schleck (LEO)      | 8 Pkt.  |
| 3.                                                                      | Spanien     | Alberto Contador (SBS)  | 6 Pkt.  |
| 4.                                                                      | Kolumbien   | Leonardo Duque (COF)    | 4 Pkt.  |
| 5.                                                                      | Niederlande | Johnny Hoogerland (VCD) | 2 Pkt.  |
| 6.                                                                      | Frankreich  | Christophe Riblon (ALM) | 1 Pkt.  |

| Col du Galibier Kategorie H nach 48,5 km auf 2556 m 16,7 km bei 6,8 % |            |                         |         |
| 1.                                                                    | Luxemburg  | Andy Schleck (LEO)      | 20 Pkt. |
| 2.                                                                    | Portugal   | Rui Costa (MOV)         | 16 Pkt. |
| 3.                                                                    | Spanien    | Alberto Contador (SBS)  | 12 Pkt. |
| 4.                                                                    | Frankreich | Christophe Riblon (ALM) | 8 Pkt.  |
| 5.                                                                    | Spanien    | Samuel Sánchez (EUS)    | 4 Pkt.  |
| 6.                                                                    | Kanada     | Ryder Hesjedal (GRM)    | 2 Pkt.  |

| L’Alpe d’Huez Kategorie H nach 109,5 km auf 1850 m 13,8 km bei 7,9 % |            |                        |         |
| 1.                                                                   | Frankreich | Pierre Rolland (EUC)   | 40 Pkt. |
| 2.                                                                   | Spanien    | Samuel Sánchez (EUS)   | 32 Pkt. |
| 3.                                                                   | Spanien    | Alberto Contador (SBS) | 24 Pkt. |
| 4.                                                                   | Slowakei   | Peter Velits (THR)     | 16 Pkt. |
| 5.                                                                   | Australien | Cadel Evans (BMC)      | 8 Pkt.  |
| 6.                                                                   | Belgien    | Thomas De Gendt (VCD)  | 4 Pkt.  |

## Punktewertung
| Zwischensprint in Le Bourg-d’Oisans nach 94,5 km auf 723 m |             |                         |         |
| 1.                                                         | Kanada      | Ryder Hesjedal (GRM)    | 20 Pkt. |
| 2.                                                         | Frankreich  | Pierre Rolland (EUC)    | 17 Pkt. |
| 3.                                                         | Frankreich  | Arnold Jeannesson (FDJ) | 15 Pkt. |
| 4.                                                         | Portugal    | Rui Costa (MOV)         | 13 Pkt. |
| 5.                                                         | Frankreich  | Christophe Riblon (ALM) | 11 Pkt. |
| 6.                                                         | Frankreich  | David Moncoutié (COF)   | 10 Pkt. |
| 7.                                                         | Frankreich  | Anthony Charteau (EUC)  | 9 Pkt.  |
| 8.                                                         | Frankreich  | Julien El-Farès (COF)   | 8 Pkt.  |
| 9.                                                         | Frankreich  | Cyril Gautier (EUC)     | 7 Pkt.  |
| 10.                                                        | Frankreich  | Vincent Jérôme (EUC)    | 6 Pkt.  |
| 11.                                                        | Frankreich  | Thomas Voeckler (EUC)   | 5 Pkt.  |
| 12.                                                        | Estland     | Rein Taaramäe (COF)     | 4 Pkt.  |
| 13.                                                        | Deutschland | Jens Voigt (LEO)        | 3 Pkt.  |
| 14.                                                        | Belgien     | Kevin De Weert (QST)    | 2 Pkt.  |
| 15.                                                        | Frankreich  | Blel Kadri (ALM)        | 1 Pkt.  |

| Zielsprint in L’Alpe d’Huez nach 109,5 km auf 1850 m |                    |                              |         |
| 1.                                                   | Frankreich         | Pierre Rolland (EUC)         | 20 Pkt. |
| 2.                                                   | Spanien            | Samuel Sánchez (EUS)         | 17 Pkt. |
| 3.                                                   | Spanien            | Alberto Contador (SBS)       | 15 Pkt. |
| 4.                                                   | Slowakei           | Peter Velits (THR)           | 13 Pkt. |
| 5.                                                   | Australien         | Cadel Evans (BMC)            | 11 Pkt. |
| 6.                                                   | Belgien            | Thomas De Gendt (VCD)        | 10 Pkt. |
| 7.                                                   | Italien            | Damiano Cunego (LAM)         | 9 Pkt.  |
| 8.                                                   | Luxemburg          | Fränk Schleck (LEO)          | 8 Pkt.  |
| 9.                                                   | Luxemburg          | Andy Schleck (LEO)           | 7 Pkt.  |
| 10.                                                  | Kanada             | Ryder Hesjedal (GRM)         | 6 Pkt.  |
| 11.                                                  | Vereinigte Staaten | Tom Danielson (GRM)          | 5 Pkt.  |
| 12.                                                  | Frankreich         | Jean-Christophe Péraud (ALM) | 4 Pkt.  |
| 13.                                                  | Frankreich         | Hubert Dupont (ALM)          | 3 Pkt.  |
| 14.                                                  | Estland            | Rein Taaramäe (COF)          | 2 Pkt.  |
| 15.                                                  | Italien            | Ivan Basso (LIQ)             | 1 Pkt.  |

Cavendish, Rojas und weiteren 83 Fahrern wurden 20 Punkte in der Punktewertung abgezogen, da sie die Karenzzeit überschritten hatten, aber nach dem Sonderreglement der Tour durch Juryentscheidung im Rennen belassen wurden.

## Aufgaben
- Bjorn Leukemans (VCD): Disqualifikation nach der Etappe (Zeitlimit überschritten)